# Медаль «За відзнаку в охороні державного кордону»
Медаль «За відзнаку в охороні державного кордону» (рос. медаль «За отличие в охране государственной границы») — державна нагорода Російської Федерації.

## Історія нагороди
- 2 березня 1994 року указом Президента Російської Федерації Б. Н. Єльцина «Про державні нагороди Російської Федерації»[1] був заснований ряд державних нагород — орденів, медалей та відзнак, серед яких медаль «За відзнаку в охороні державного кордону».
- Указом Президента Російської Федерації від 7 вересня 2010 року № 1099 «Про заходи щодо вдосконалення державної нагородної системи Російської Федерації»[2] затверджені нині діючі положення та опис медалі.
- Указом Президента Російської Федерації від 16 грудня 2011 року № 1631 «Про внесення змін до деяких актів Президента Російської Федерації»[3] до статуту та опису медалі були внесені зміни, якими додатково запроваджується мініатюрна копія медалі.

## Положення про медаль
Медаллю «За відзнаку в охороні державного кордону» нагороджуються військовослужбовці органів федеральної служби безпеки, а також інші громадяни:
- за бойові подвиги і особливі заслуги при охороні державного кордону Російської Федерації;
- за хоробрість і самовідданість, проявлені в бойових діях при затриманні порушників державного кордону Російської Федерації;
- за вміле керівництво бойовими діями прикордонного наряду при захисті недоторканності державного кордону Російської Федерації;
- за високу пильність і ініціативні дії, в результаті яких були затримані порушники державного кордону Російської Федерації;
- за бездоганне несення служби з охорони державного кордону Російської Федерації;
- за активну допомогу органам федеральної служби безпеки в їх діяльності з охорони державного кордону Російської Федерації.

### Порядок носіння
- Медаль «За відзнаку в охороні державного кордону» носиться на лівій стороні грудей і за наявності інших медалей Російської Федерації розташовується після медалі «За відзнаку в охороні громадського порядку».
- Для особливих випадків і можливого повсякденного носіння передбачене носіння мініатюрної копії медалі «За відзнаку в охороні державного кордону», яка розташовується після мініатюрної копії медалі «За відзнаку в охороні громадського порядку».
- При носінні на форменому одязі стрічки медалі «За відзнаку в охороні державного кордону» на планці вона розташовується після стрічки медалі «За відзнаку в охороні громадського порядку».

## Опис медалі
- Медаль «За відзнаку в охороні державного кордону» зі срібла. Вона має форму кола діаметром 32 мм з опуклим бортиком з обох сторін.
- На лицьовій стороні медалі, на тлі прикордонного стовпа, — зображення гвинтівки і шашки, що перехрещуються. По колу — вінок наполовину з дубових і наполовину з лаврових гілок.
- На зворотному боці медалі — напис рельєфними літерами: «ЗА ОТЛИЧИЕ В ОХРАНЕ ГОСУДАРСТВЕННОЙ ГРАНИЦЫ», під ним — номер медалі.
- Медаль за допомогою вушка і кільця з'єднується з п'ятикутною колодкою, обтягнутою шовковою, муаровою стрічкою зеленого кольору з червоними смужками уздовж країв. Ширина стрічки — 24 мм, ширина смужок — 3 мм.

### Планка та мініатюрна копія медалі
- При носінні на форменому одязі стрічки медалі «За відзнаку в охороні державного кордону» використовується планка висотою 8 мм, ширина стрічки — 24 мм.
- Мініатюрна копія медалі «За відзнаку в охороні державного кордону» носиться на колодці. Діаметр мініатюрної копії медалі — 16 мм.